# Leftöver Crack
Leftöver Crack is een Amerikaanse punkband afkomstig uit New York en opgericht in 1998 door voormalige leden van de band Choking Victim, nadat deze werd opgeheven. Leftöver Crack staat onder contract bij Fat Wreck Chords voor cd's en bij Alternative Tentacles voor vinylplaten. 
De band bestaat uit zanger Scott "Stza" Sturgeon, gitarist Brad Logan, basgitarist Alec Baillie, drummer Donny Morris, en gitarist Chris Mann. De muziekstijl van Leftöver Crack valt onder meerdere genres, waaronder hardcore punk, ska-punk, en crust punk. De teksten van de muziek gaan voornamelijk over extreemlinkse onderwerpen en verwerpen religie, kapitalisme en gezag.

## Geschiedenis

### Het begin
Leftöver Crack werd opgericht in 1998 rond de tijd dat de band Choking Victim uit elkaar viel en was oorspronkelijk bedoeld als een manier voor zanger Stza om nummers van Choking Victim op te nemen en uit te geven die door Choking Victim zelf nooit waren opgenomen. Deze nummers werden door Stza omschreven als "leftover songs", waar de naam van de band naar verwijst. Voor bijna twee jaar na de oprichting van Leftöver Crack bestond de band voor het grootste deel alleen uit Stza. Uiteindelijk kwam er een tijdelijke formatie tot stand die bestond uit zanger Scott "Stza" Sturgeon, gitarist Brad Logan (van F-Minus), basgitarist Alec Baillie (voorheen van Choking Victim), gitarist Mike Trujillo (van Blindsided), en drummer Amery "AWOL" Smith (voorheen van Suicidal Tendencies en Beastie Boys).
Met deze formatie ging Leftöver Crack door met het opnemen van nummers. Vijf van deze nummers werden later op de eerste uitgave van de band (namelijk de ep Rock the 40 Oz.) gezet. Het album werd uitgegeven door Bankshot! Records op 8 maart 2000.

### Hellcat Records
Nadat het nummer "Crack City Rockers" van Leftöver Crack verscheen op het compilatiealbum Give 'Em the Boot II van Hellcat Records tekende de band een contract bij hetzelfde label met het idee om drie albums bij Hellcat uit te laten geven. De band begon hierna met het opnemen van de nummers voor het debuutalbum dat aanvankelijk Shoot The Kids At School zou gaan heten.
Hellcat Records weigerde echter het album uit te geven vanwege zorgen over de controversiële titel, artwork en onderwerpen van de muziek op het album zelf wat onder andere over het toen nog recente bloedbad op Columbine High School ging. De band ging uiteindelijk overstag en veranderde de titel, artwork en nummers, nadat Hellcat Records had beloofd het contract te verbreken. Het debuutalbum werd uiteindelijk uitgegeven onder de titel Mediocre Generica op 11 september 2001. De band bestond op dit punt uit Stza en Alec en de nieuwe leden Ezra Kir en Ara Babajian.

### Opnemen van het tweede studioalbum
Als gevolg van juridische geschillen met Hellcat Records was Leftöver Crack twee jaar lang niet in staat om het label te verlaten, een contract bij een ander label te tekenen, of materiaal onder de naam Leftöver Crack uit te geven. De bandleden gingen echter losjes met de regels van het contract om en gaven samen met F-Minus een splitalbum uit onder de naam "The Crack Rock Steady 7". Het album was getiteld Baby Jesus Sliced Up in The Manger en werd uitgegeven op 27 november 2003.
In februari 2003 begon de band met het opnemen van nummers die Leftöver Crack gedurende de drie jaar daarvoor had geschreven en verder ontwikkeld. De meeste nummers werden later op het tweede studioalbum van de band gezet. Na het opnemen van de laatste twee nummers die winter, en nadat de band niet meer bij Hellcat Records onder contract stond, gaf de band een demo van het tweede studioalbum Fuck World Trade uit en hoopte daarmee de interesse van onafhankelijke punklabels te wekken. De band werd benaderd door Jello Biafra, frontman van Dead Kennedys en eigenaar van Alternative Tentacles, waarop de band een contract bij zijn label tekende waardoor het studioalbum uitgegeven zou worden.

### Fuck World Trade
Op 30 augustus 2004 liet Leftöver Crack het tweede studioalbum Fuck World Trade uitgeven door Alternative Tentacles. In het Verenigd Koninkrijk werd het album uitgegeven door Household Name Records.
Het album kwam bij veel winkelketens niet in de schappen te liggen, naar aanleiding van de controversiële titel en onderwerpen. De cover van het album verwijst naar de aanslagen op 11 september 2001 - dezelfde datum waarop het debuutalbum werd uitgegeven - en laat zien hoe George W. Bush, Rudy Giuliani, en Dick Cheney achter de aanslagen zitten. Op de Britse versie van het album wordt Tony Blair in plaats van Dick Cheney afgebeeld.

### Splitalbums met Citizen Fish
Blacknoise Records released a four-way split entitled The Kids Are Gonna Pay
In maart 2006 verscheen een nieuw nummer van Leftöver Crack getiteld "Look Who's Talking Now" op een splitalbum met drie andere bands van Blacknoise Records getiteld The Kids are Gonna Pay. De andere bands die te horen zijn op het album zijn Morning Glory, F-Minus, en Bent Outta Shape.
Op 31 oktober 2006 bracht Leftöver Crack samen met de Britse ska-punkband Citizen Fish een splitalbum uit via het label Fat Wreck Chords. Op dit album is het niet eerder uitgegeven nummer "Baby Punchers" van Leftöver Crack te horen. Om het album te promoten gingen de twee bands samen met The Sainte Catherines en Dead to Me door de Verenigde Staten op tour. Een nieuw splitalbum met Citizen Fish werd uitgegeven op 6 maart 2007 en was getiteld Deadline. De cd-versie van het album werd uitgegeven door Fat Wreck Chords en de vinylversie door Alternative Tentacles. Het album bevat zeven nummers van elke band en een intro-nummer van Leftöver Crack. Drie van de nummers van Leftöver Crack zouden aanvankelijk door Star Fucking Hipsters (een andere band van Stza) worden uitgegeven.

### Inactiviteit en vertrek van Ezra
Na de uitgave van Deadline en langdurig touren om dit album te promoten begonnen leden van Leftöver Crack, met name Stza en Ezra, zich langzaamaan op andere muzikale projecten te richten, waaronder de bands Star Fucking Hipsters en Morning Glory. Hoewel de band nog steeds shows speelde was Leftöver Crack een stuk minder actief dan voorheen, met name rond de tijd dat Star Fucking Hipsters de studioalbums Until We're Dead en Never Rest in Peace uit liet geven. Eind 2009 werd bekendgemaakt dat gitarist en achtergrondzanger Ezra de band had verlaten.
In november 2009 tourde Leftöver Crack voor de eerste keer in Australië en Nieuw-Zeeland. De formatie bestond echter uit Stza, gitarist Frank Piegaro (van Star Fucking Hipsters en Degenerics) en twee Australiërs - Alex Flamsteed (van Hereafter) en Chris Cox (van Phalanx). In december 2010 maakte Leftöver Crack na enkele maanden niet meer actief geweest te zijn bekend dat de band drie shows zou spelen. Ezra was weer bij de band teruggekeerd. In januari 2011 maakte de band bekend dat Leftöver Crack in februari langs de westkust en in maart langs de oostkust zou touren. Ook werd er in augustus 2011 door het Verenigd Koninkrijk getourd, waarbij de band op enkele festivals speelde.

### Constructs of the State
Op 20 juli 2015 werd door Stza bekendgemaakt dat Leftöver Crack klaar was met de opnames voor het derde studioalbum getiteld Constructs of the State. Het werd uitgegeven op 27 november 2015 door Fat Wreck Chords en bevat bijdragen van andere bands en artiesten zoals Days N' Daze, Mischief Brew, The Bouncing Souls, Blackbird Raum, Penny Rimbaud, en Jesse Michaels. Op 25 mei 2016 werd er een videoclip voor het nummer "Bedbugs & Beyond" gemaakt door Shibby Pictures.

## Discografie
| Jaar | Titel                                            | Soort         |
| ---- | ------------------------------------------------ | ------------- |
| 2000 | Rock the 40 Oz.                                  | ep            |
| 2000 | Shoot the Kids at School                         | ep            |
| 2001 | Mediocre Generica                                | studioalbum   |
| 2004 | Rock the 40 Oz: Reloaded                         | verzamelalbum |
| 2004 | Fuck World Trade                                 | studioalbum   |
| 2015 | Constructs of the State                          | studioalbum   |
| 2018 | Leftöver Leftöver Crack: The E-Sides and F-sides | verzamelalbum |

| Jaar | Titel                              | Met          |
| ---- | ---------------------------------- | ------------ |
| 2001 | Baby Jesus Sliced Up in the Manger | F-Minus      |
| 2006 | Baby Punchers / Meltdown           | Citizen Fish |
| 2007 | Deadline                           | Citizen Fish |